# Jota Silva
João Pedro Ferreira Silva (* 1. August 1999 in Gondomar) ist ein portugiesischer Fußballspieler, der seit 2024 beim englischen Erstligisten Nottingham Forest unter Vertrag steht.

## Karriere

### Verein
Er startete seine Laufbahn in der Jugend im Jahr 2011 bei UD Sousense. Nachdem er für die Saison 2017/18 in der U19 für den FC Paços de Ferreira gespielt hatte, kehrte er danach aber wieder zu Sousense zurück und wurde dort Teil der ersten Mannschaft. Zur Spielzeit 2019/20 machte er dann den Wechsel zum SC Espinho. Weiter ging es dann für ihn ab der Spielrunde 2020/21 erst zu Leixões, wo er seinen ersten bekannten Einsatz in der zweiten Liga hatte. und Ende Januar 2021 weiter zu Casa Pia, wo er nun noch mehr Einsätze bekam. Seit der Spielzeit 2022/23 steht er nun mittlerweile bei Vitória Guimarães unter Vertrag und kommt dort nun auch in der ersten Liga zum Einsatz.
Im August 2024 wechselte er zu Nottingham Forest und unterschrieb dort einen Vertrag bis 2028.

### Nationalmannschaft
Für die portugiesische A-Nationalmannschaft kam er erstmals am 21. März 2024 bei einem 5:2-Freundschaftsspielsieg über Schweden zum Einsatz, wo er zur 63. Minute für Gonçalo Ramos eingewechselt wurde.